# 腐敗選區
腐败选区（rotten borough或decayed borough）又稱口袋選區或袖珍選區（pocket borough），是指1688年至1830年间，因英国下议院未修改选举制所导致的选区腐败问题，当时的英国权贵通过赞助选区的方式，以达到在下议院中获取席位的目的。该问题实质上是英国下议院选举制的变革滞后，体现了当时英国政治变革的滞后性。

## 形成背景
1688年至1830年，英国下议院并未对已有的选举制作出任何修改，当时的选举制以1429年英国议会规定的财产权限制选民资格。由于当时大部分选区的范围未重新调整，致使一些原选民人数众多后大幅减少的选区，仍可按照当时的选举制选出两名下院议员，此类选区当时被戏称为“腐败选区”（rotten borough）。

## 影响
受部分过时的相关规定的限制，当时英国议会大选的选民人数也相应受限。1761年，英国700万居民中仅有25万选民，选民人数不足居民总数的4%。
因相关法律的滞后，一些人口众多的新兴工业城市未设选区，致使其居民均无选举权。部分如同曼彻斯特般的工业城镇，在下议院内没有一名代表全城的议员，仅有11名选民的老沙伦（Old Sarum）选区依然保有两名议会代表的权利。

## 选举制改革
19世纪，英国上议院在对《1832年改革法令》的表决中，以任令法令通过。依照《1832年改革法令》，英国政府成功消除了57个腐败选区，重新分配国会的选举配额，并将这些配额给予新兴都市。 1872年的选票法案颁布了秘密投票制度，使行贿很难成效，因为行贿者不能得知收贿者实际投票给哪位侯选人。